# Karl-Heinz Fuchs
Karl-Heinz Fuchs (18 de Janeiro de 1915 - 10 de Abril de 1990) foi um comandante de U-Boot que serviu na Kriegsmarine durante a Segunda Guerra Mundial.